# Departamento de Río Chico (kommun i Santa Cruz)
Departamento de Río Chico är en kommun i Argentina.   Den ligger i provinsen Santa Cruz, i den södra delen av landet, 1 800 km sydväst om huvudstaden Buenos Aires. Antalet invånare är 2 926.
Omgivningarna runt Departamento de Río Chico är i huvudsak ett öppet busklandskap. Trakten runt Departamento de Río Chico är nära nog obefolkad, med mindre än två invånare per kvadratkilometer.